# Courge de Siam
Cucurbita ficifolia · courge à feuilles de figuier, courge à graines noires, melon de Malabar
Espèce
Classification phylogénétique
La courge de Siam, chilacayote, courge à feuilles de figuier, courge à graines noires ou melon de Malabar (Cucurbita ficifolia est une espèce de plantes à fleurs de la famille des Cucurbitacées de la tribu des Cucurbitées, de la sous-famille des Cucurbitoïdées. Elle est cultivée comme plante potagère pour son fruit comestible à maturité. Le terme désigne aussi ce fruit consommé comme légume ou donné aux animaux. Bien que moins cultivée que d'autres espèces du genre Cucurbita, c'est la cinquième espèces de courges ayant une importance économique.

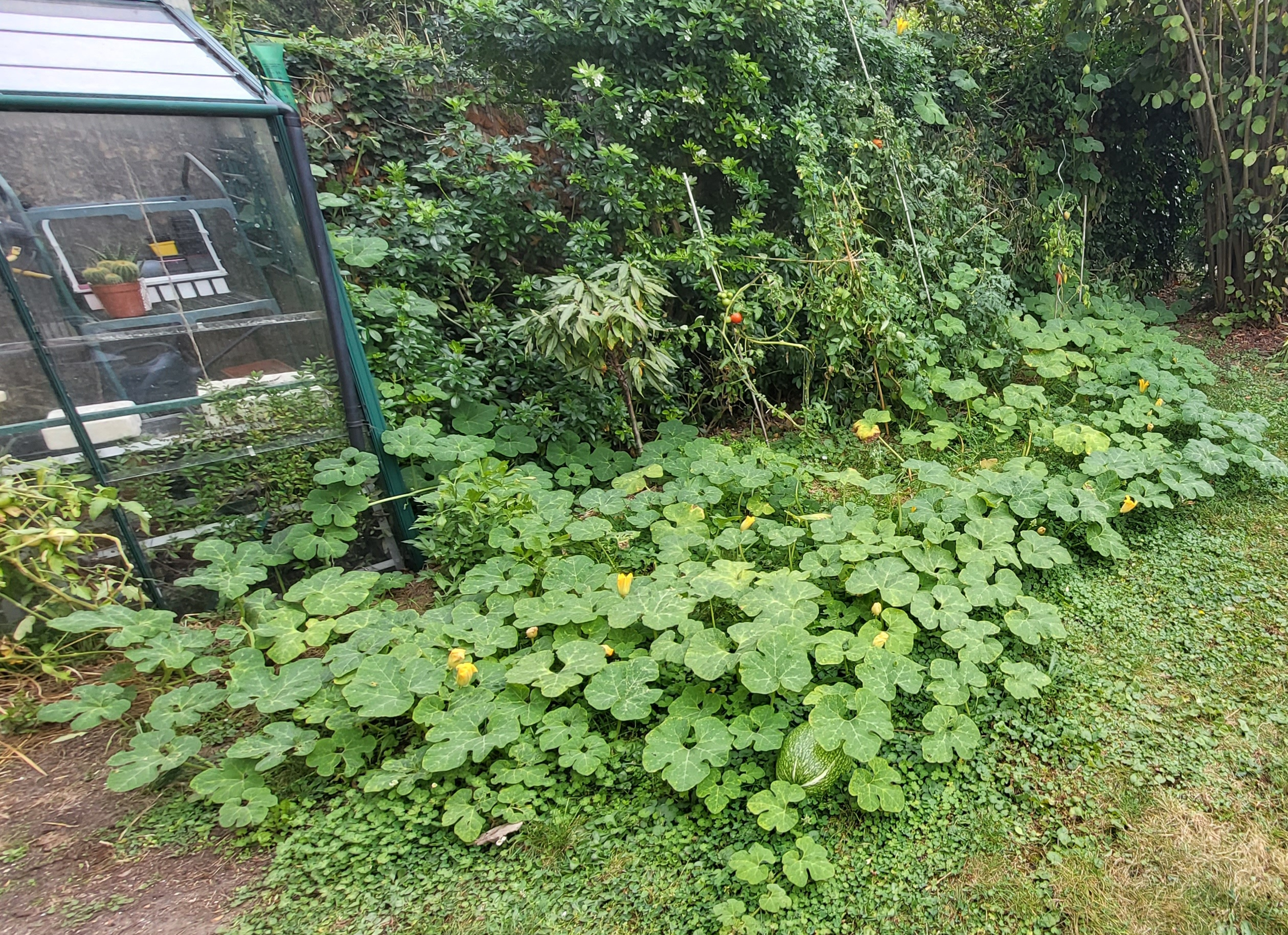
Courge de Siam envahissante.

## Description
C'est une plante herbacée, rampante ou grimpante, à longues tiges très vigoureuses se lignifiant et pouvant atteindre 20 m de long, qui s'accrochent par des vrilles à tout support.
Elle est annuelle en climat tempéré et pérenne en climat tropical.
Les feuilles sont grandes, entières, à nervation palmée, découpées en cinq lobes arrondis dont la forme a été comparée à celle des feuilles de figuier (d'où le nom spécifique de ficifolia).
Les fleurs jaune à orange clair apparaissent sur des pédoncules durs, légèrement anguleux un peu élargi à la base du fruit
Les fruits sont de forme sphérique ovoïde, de 15 à 20 cm de long et jusqu'à 6 kg. Ils sont verts à maturité, ornés de taches claires formant des taches réticulées qui rappellent un peu l'aspect de la pastèque. Ils ont un épiderme très coriace et une chair blanche et tendre. Les graines sont brunes à noires et brodées.

## Origine et distribution
Inconnue à l'état sauvage, cette espèce semble avoir été domestiquée dans les régions froides en altitude des Andes.
Elle a probablement été introduite en Europe d'abord en Espagne et au Portugal. Elle est arrivée dans le reste de l'Europe à partir de l'Asie où elle a été cultivée très tôt en Inde, en Thaïlande et en Chine pour l'alimentation animale.
Comme toutes les courges (Cucurbita), cette plante n'a été introduite dans l'ancien monde qu'après les voyages de Christophe Colomb en Amérique. Les diverses espèces de courges ont souvent été confondues entre elles, et même avec les gourdes (Lagenaria) déjà connues en Europe depuis l'Antiquité. C'est à Charles Naudin que l'on doit la distinction entre les différentes espèces.

## Variétés
Elle a pour synonyme Cucurbita melanosperma
Contrairement aux autres espèces cultivées de Cucurbita, la courge de Siam est peu variable, et c'est l'espèce type que l'on rencontre le plus souvent en Europe et en Asie. En Amérique d'autres types sont présents soit entièrement blancs, soit vert foncé avec parfois des stries blanches.

## Culture
Comme toutes les courges et comme elle est très vigoureuse, elle demande une fertilisation et des apports d'eau importants[réf. nécessaire].

## Utilisations

### Alimentation
Les fruits immatures des courges de Siam sont consommés cuits, tandis que les fruits récoltés à pleine maturité se consomment cuits ou crus. À la cuisson, la chair devient filamenteuse et ressemble à des vermicelles rappelant la Courge spaghetti. C'est alors un légume assez fade qui nécessite un accompagnement. On les prépare en gratin, en sauté ou en « choucroute ». Plus jeunes ces courges peuvent être cuisinées comme des courgettes.
Mais ces fruits étant sucrés, ils sont utilisés pour fabriquer des confiseries et des boissons, parfois alcoolisées. Le fruit est pauvre en bêta-carotène, comme le montre sa chair blanche, et est relativement pauvre en vitamines, en minéraux, et modérément riche en glucides.
En Espagne, la courge de Siam est utilisée pour faire une confiture connue sous le nom de « cheveux d'ange », « cabell d'àngel » en catalan, qui est utilisée pour garnir les tartes, les bonbons et les confiseries. Au Portugal, où le fruit est connu sous le nom de « chila » ou « gila », la confiture est connue sous le nom de « doce de gila ». Elle est largement utilisée dans la production de bonbons et de confiseries traditionnels portugais.
Au Chili, la confiture est souvent préparée à partir du fruit. Au Costa Rica, il est de tradition de préparer des empanadas farcies de sucre garniture au moment de Pâques.
Au Honduras, notamment dans la ville de Siguatepeque, il est cuisiné et transformé en confiserie appelée « alcitrón ».
En Asie, les brins de pulpe sont utilisés pour faire une soupe, assez similaire à la soupe aux ailerons de requin, d'où le nom de « melon aux ailerons de requin ».

#### Graines
Les graines de Cucurbita ficifolia sont riches en graisses et en protéines. Les graines de « Cilacayote » sont utilisées au Mexique pour fabriquer de la palanquetas, un bonbon semblable à l'arachide cassant.

#### Fleurs, feuilles et pousses
Les fleurs, les feuilles et les pousses tendres sont utilisées au Mexique et dans d'autres pays comme des légumes verts.

### Médicinal
Partout en Asie, on dit que manger la « Cucurbita ficifolia » aide les personnes atteintes de diabète. Plusieurs études scientifiques ont confirmé son effet hypoglycémiant. Il est utilisé efficacement pour traiter le diabète en raison de sa teneur élevée en D-Chiro-Inositol,.

### Alimentation animale
La liane et les fruits sont aussi utilisés comme fourrage.[citation nécessaire] Au Portugal, la courge de Siam a été utilisée pour nourrir les porcs.[citation nécessaire]
La courge de Siam se conserve sans difficulté plus de deux ans dans un endroit frais et sec.

### Autre utilisation
Elle est également utilisées comme porte-greffe pour les concombres pour lutter contre différentes maladies liées au sol.

## Dans la littérature
Dans le livre L'Eau des collines de Marcel Pagnol, c'est la courge cultivée par Jean de Florette pour nourrir ses lapins.

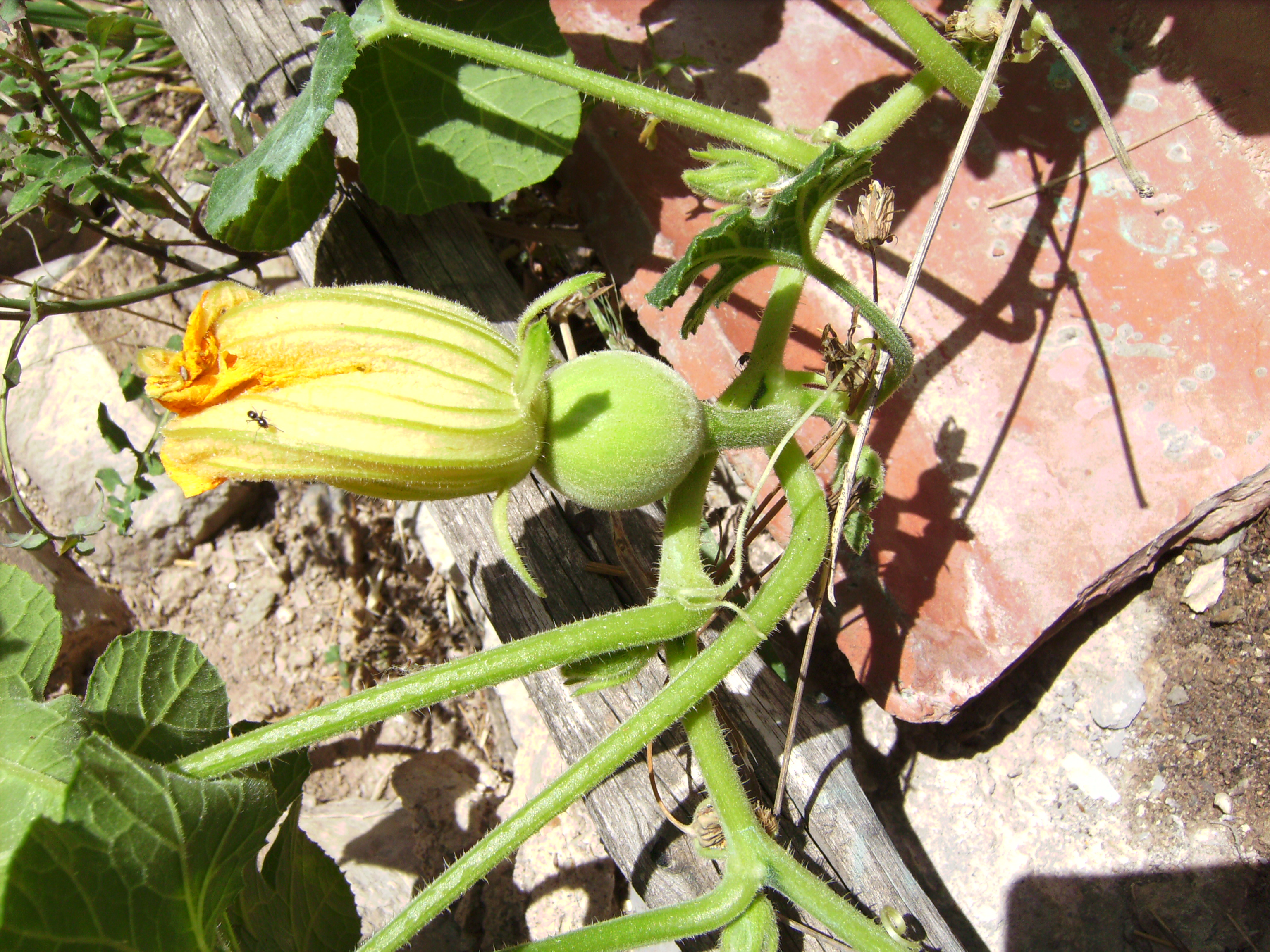
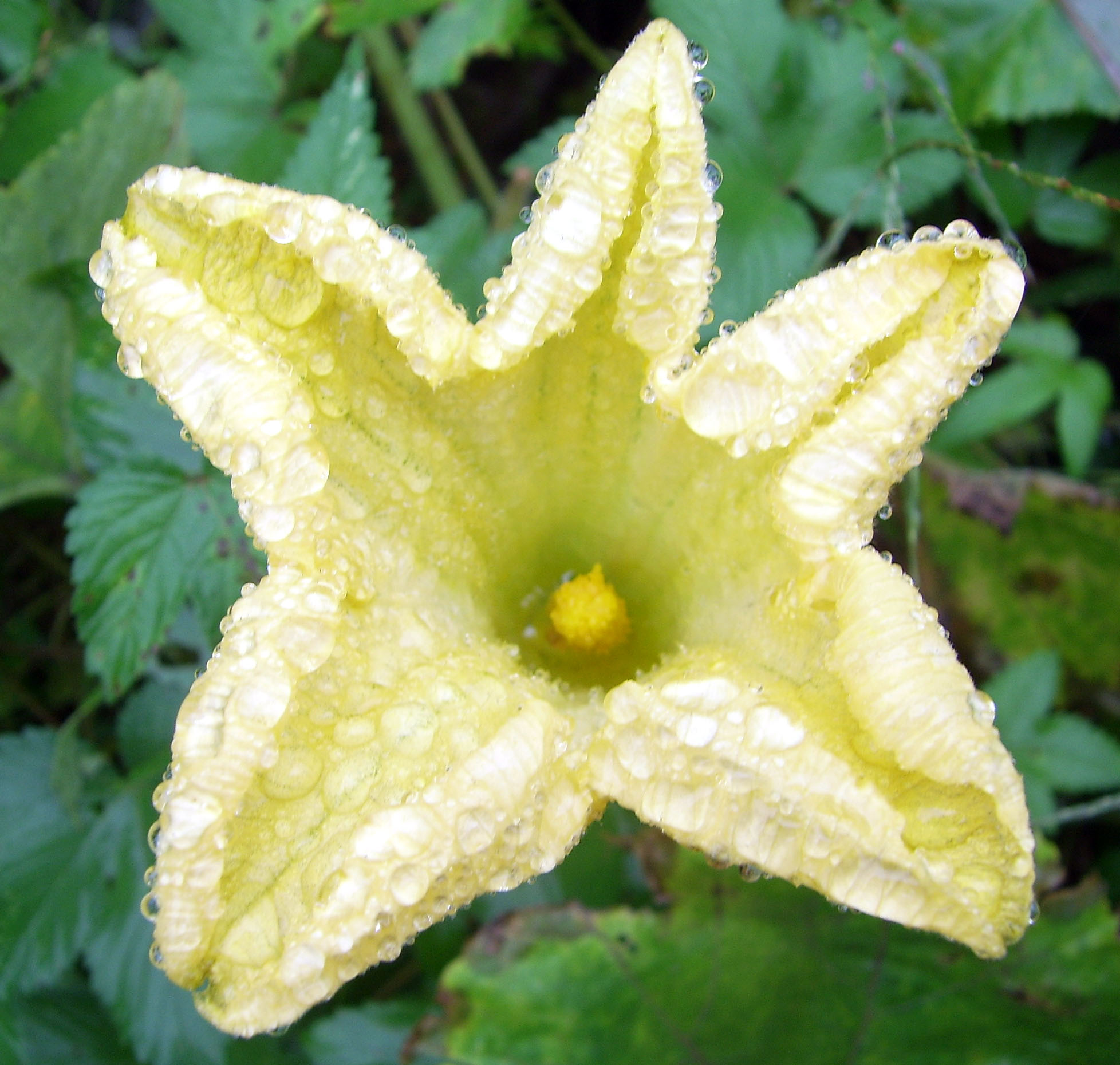
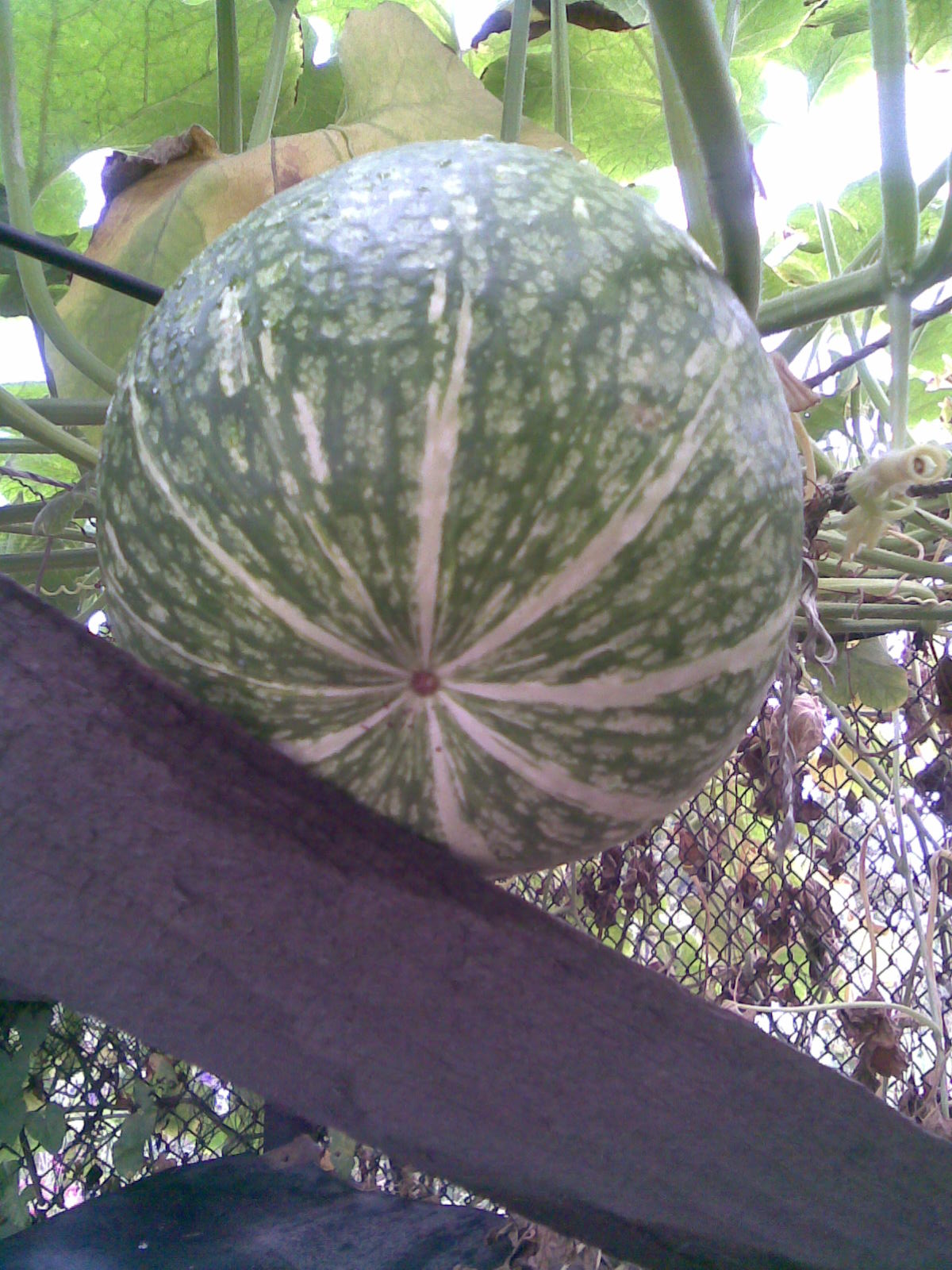
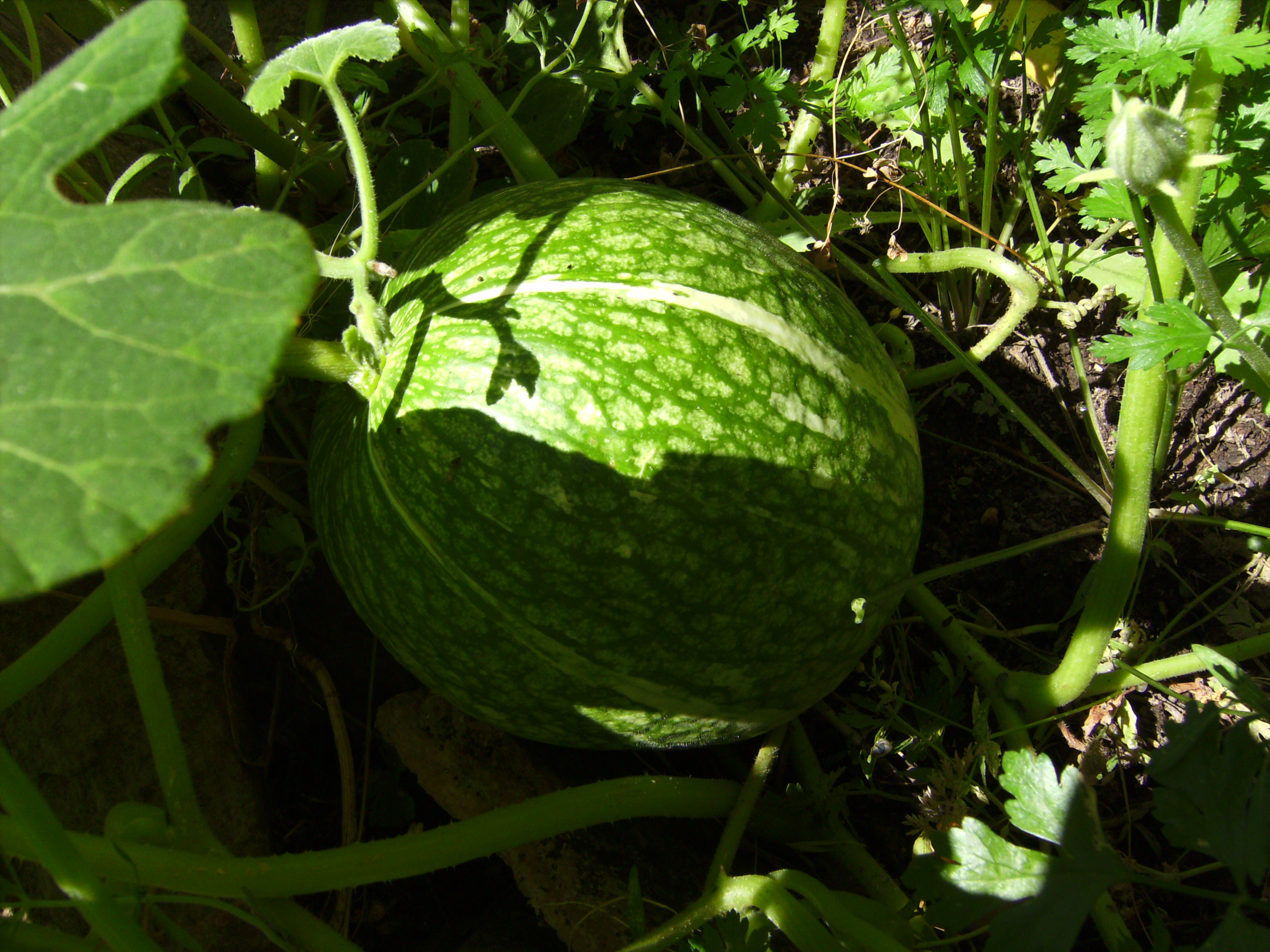